# Thamnodynastes
Thamnodynastes é um gênero de cobras da família Dipsadidae e são endêmicas da América do Sul.

## Espécies
são reconhecidas 19 espécies.
- Thamnodynastes almae Franco & Ferreira, 2003
- Thamnodynastes ceibae Bailey & Thomas, 2007
- Thamnodynastes chaquensis Bergna & Álvarez, 1993
- Thamnodynastes chimanta Roze, 1958
- Thamnodynastes corocoroensis Gorzula & Ayarzagüena, 1996
- Thamnodynastes dixoni Bailey & Thomas, 2007
- Thamnodynastes duida Myers & Donnelly, 1996
- Thamnodynastes gambotensis Pérez-Santos & Moreno, 1989
- Thamnodynastes hypoconia (Cope, 1860)
- Thamnodynastes lanei Bailey, Thomas & da Silva, 2005
- Thamnodynastes longicaudus Franco, Ferreira, Marques & Sazima, 2003
- Thamnodynastes marahuaquensis Gorzula & Ayarzagüena, 1996
- Thamnodynastes pallidus (Linnaeus, 1758)
- Thamnodynastes paraguanae Bailey & Thomas, 2007
- Thamnodynastes ramonriveroi Manzanilla & Sánchez, 2005
- Thamnodynastes rutilus (Prado, 1942)
- Thamnodynastes sertanejo Bailey, Thomas & Da Silva, 2005
- Thamnodynastes strigatus (Günther, 1858)
- Thamnodynastes yavi Myers & Donnelly, 1996

## Further reading
- Freiberg M (1982). Snakes of South America. Hong Kong: T.F.H. Publications. 189 pp. ISBN 0-87666-912-7. (Genus Thamnodynastes, p. 112).